# Кориф (син Зевса)
Кориф (лат. Corythus) — згідно з Вергілієм, міфічний засновник міста в Етрурії. Заснував Коріф у Тускії. Син Зевса, італійський цар. Батько Ясіона від Електри. За деякими авторами, батько Дардана та Іасія (Іасіона).